# Bellova Ves
Bellova Ves (maďarsky Vitény) je obec na Slovensku v okrese Dunajská Streda. V roce 2004 měla 184 obyvatel. První písemná zmínka o obci pochází z roku 1951.